# Bodza Klára
Czidráné Bodza Klára (Budapest, 1942. március 5. –) magyar népdalénekes, énektanár.

## Élete
Budapesten, egy nyolc gyermekes, szegény alföldi családba született utolsó gyermekként. Szülei Bodza István és Vincze Erzsébet. Olyan születési rendellenességgel jött a világra, hogy az orvosok nem jósoltak hosszú életet neki, de az orvosi beavatkozások sikeresnek bizonyultak és életben maradt. Családja háttere miatt korán elhatározta, hogy olyan pályát választ, ami garantálja, hogy soha többet ne kelljen szűkölködnie. Vendéglátóipari iskolákat végzett, az általános, középiskolai és főiskolai tanulmányai befejezését követően elhelyezkedett a X.-XVI-XVII. kerületi Vendéglátóipari Vállalatnál először a Szervezési, később az Ellenőrzési Osztályon. Bár mindig is énekelt és képezte is magát, csak fiatal felnőttként fordult a zene felé. Több más próbálkozást követően 1968-ban megnyerte a „Nyílik a rózsa” című népzenei tv-vetélkedőt. Sikerei nyomán országos ismertségre tett szert, ami döntésre kényszerítette, hogy addigi pályáját folytassa, vagy főállású énekes legyen. Az utóbbit választotta és közben is folyamatosan képezte magát. 1967-1974 között a Fővárosi Zeneiskola diákja volt. 1974-1976 között a Szegedi Tudományegyetem ének–zene szakán tanult. Ebben az időszakban nem csak Magyarországon, hanem számos más országban is fellépett világszerte. 
1981-ben a zenei mellett pedagógusi pályára lépett és elkezdett tanítani magyar népdalt először alapfokon a III. kerületi Zeneiskolában, majd az Óbudai Népzene iskolában. Később, 1987-től Budafokon tanított a Nádasdy Kálmán Művészeti iskolában, ahol tanszakvezető lett és az „Év Tanára” címet is elnyerte. A tanítást 2003-ban középfokon folytatta a váci Pikéthy Tibor Zeneművészeti Szakközépiskolában. Végül felsőfokon is tanított négy évig, 2009-től 2012-ig a Liszt Ferenc Zeneművészeti Egyetem Népzenei Tanszékén, ahol már tanítása minden fontosabb módszerbeli részletét megvalósíthatta. Tanítványait /a hangszeres népzenét tanító kollégáihoz hasonlóan/ egyéni módszerrel tanította. Az eredeti hangzóanyagot és annak lejegyzett kottás változatát (audiovizuális módszerrel) a tanítványaival együtt meghallgatták, majd addig gyakorolták, míg az autentikus hangzást el nem érték.
Tanítványai számtalan díjat és elismerést nyertek. Mikor az egyik tanítványa, Kovács Katalin elsőként nyerte el a „Népművészet Ifjú Mestere” címet, Kallós Zoltán, személyesen is gratulált neki. Hamarosan a legszebben éneklő tanítványaiból megalapította a Tátika énekegyüttest. A sikereik nyomán 1997-ben ”Mikor leány vótam” - Bodza Klára és a TÁTIKA énekegyüttes címmel egy közös lemezt is kiadtak. A táncegyüttes rendszeres résztvevője lett a táncház találkozóknak, később Erdélyi Tibor is koreografált számukra az élő fellépésekhez.
Ezzel párhuzamban az Oktatási Minisztérium is felfigyelt a népzenét oktatók munkájára. Hamarosan felkérést kaptak alap- és középfokú népzenei tantervek elkészítésére, amik bekerültek a nemzeti alaptantervbe is. Ennek nyomán Dr. Paksa Katalin népzenekutatóval közösen tankönyvet is írtak. Az elméleti részt Katalin, a gyakorlati részét pedig Klára szerkesztette. A tananyag lejegyzett kottáihoz, eredeti hangzóanyag mellékletet is csatoltak, így született meg a „Magyar Népi Ének iskola” I. kötete 1992-ben, majd két év múlva a II. kötet, amit hamar elkezdtek országszerte használni népzenei oktatáshoz alap- és középfokon is, majd később az zeneművészeti egyetemen is. Ezt követte még három kötet megjelenése 1999-től 2006-ig, amiket már tanítványával Vakler Annával szerkesztették. A sorozat gondozását és forgalmazását, akárcsak a népdaltanítás módszertanának általa kidolgozott akkreditációs változatát és a tanfolyamok beindítását (2001-től folyamatosan napjainkig) a Hagyományok Háza tartja kézben.

## Magánélete
1972-ben egy párizsi fellépésről tartott Linzen keresztül az 1972. évi nyári olimpiai játékok helyszínére, Münchenbe a következő előadására. Linzben találkozott a Budapestről utazó Zsoldos Imre fúvós együttessel. Az együttes egyik tagja, Czidra László másnap a reggeliző asztalnál leült mellé és megszólította. Az ismeretségből szerelem, majd 22 évnyi házasság kerekedett egészen László 2001-ben bekövetkezett haláláig.

## Művei
- Magyar népi énekiskola I–V. (I–II. Paksa Katalinnal, 1992-1994, III-V. Vakler Annával, 1999-2006)
- 1997. "Mikor leány vótam" Bodza Klára és a TÁTIKA énekegyüttes – CD
- 2009. Lélekvirágok – DVD /Helyei László közreműködésével/
- 2011. Fúdd el, jó szél, fúdd el – népballadák /Helyei László közreműködésével/
- 2014. Ó Áldott Szűzanya – szakrális lemez /Dunai Tamás közreműködésével/

## Kitüntetések, díjak, elismerések
- Németh László díj – 1998. január 22.
- Életfa díj – 2002. augusztus 20.
- Eötvös József díj – 2007. június 1.
- A Magyar Kultúra Lovagja (2011)
- Magyar Arany Érdemkereszt kitüntetés – 2016. augusztus 2.
- Pro Cultura Újbuda kitüntetés – 2017. január.22.
- Martin György díj – 2019. augusztus 20.

## Külső hivatkozások
- Bodza Klára oldala
- Életrajza a Nádasdy Kálmán Művészeti és Általános Iskola honlapján
- Adatlapja a Liszt Ferenc Zeneművészeti Egyetemen
- Fidelio.hu[halott link]
- Szarvas István: Bodza Klára: Az egyházi zene már gyermekkorom óta életem részévé vált.. Hetedhéthatár.hu 2015. március 5.